# 한밤의 DMB
한밤의 DMB는 SBS V-Radio에서 방송했던 라디오 프로그램이다.

## 역사
2007년 4월 16일 《정오의 DMB》로 방송을 시작해, 2008년 3월 31일부터 "한밤의 DMB"로 제목을 변경하여 역대로 DJ가 변경되어 방송됐으나, 이후 SBS V-Radio가 논스톱 음악 전문 채널로 탈바꿈하면서 2016년 4월 10일 방송을 마지막으로 폐지되었다.

## 역대 방송시간
| 방송 채널   | 방송 기간                         | 방송 시간                 | 제목       |
| ----------- | --------------------------------- | ------------------------- | ---------- |
| SBS V-Radio | 2007년 4월 16일 ~ 2008년 3월 30일 | 매일 낮 12:00 ~ 오후 2:00 | 정오의 DMB |
| SBS V-Radio | 2008년 3월 31일 ~ 2016년 4월 10일 | 매일 밤 10:00 ~ 밤 12:00  | 한밤의 DMB |

## 역대 DJ

### 정오의 DMB
- 2007년 4월 16일 ~ 2008년 3월 30일 : 윤소영 아나운서

### 한밤의 DMB
- 2008년 3월 31일 ~ 2008년 10월 26일 : 윤소영 아나운서
- 2008년 10월 27일 ~ 2010년 3월 28일 : 김일중 아나운서
- 2010년 3월 29일 ~ 2016년 4월 10일 : 박상도 아나운서